# Xylophaga gagei
Xylophaga gagei is een tweekleppigensoort uit de familie van de Pholadidae. De wetenschappelijke naam van de soort is voor het eerst geldig gepubliceerd in 1996 door Harvey.